# Lagaropsylla consularis
Lagaropsylla consularis är en loppart som beskrevs av Smit 1957. Lagaropsylla consularis ingår i släktet Lagaropsylla och familjen fladdermusloppor. Inga underarter finns listade i Catalogue of Life.